# Bárbara Colodetti
Bárbara Colodetti (5 de outubro de 1992) é uma jogadora de futebol de areia brasileira.

## Biografia e carreira
Colodetti tem passagens por diversos clubes, bem como o Ais Playas de San Javier, da Espanha, o Lady Grembach Lodz, da Polônia e o Marseille Beach Team, da França.
Em 2019, ela tornou-se a primeira estrangeira a disputar o Campeonato Russo Feminino.
Jogando pela Seleção Brasileira, foi campeã dos Jogos Mundiais de Praia e do Sul-Americano em 2019. Também foi eleita a melhor jogadora do Torneio Intercontinental de seleções, na Russia, em 2021.
Em 2022, Colodetti foi indicada ao prêmio Beach Soccer Stars promovido pela Beach Soccer Worldwide, sendo considerado o prêmio de melhor do mundo no futebol de areia.

## Principais conquistas
Jogos Mundiais de Praia
- Campeã – 2019

Campeonato Sul-Americano
- Campeã – 2019